# Carl Rosen (Dichter)

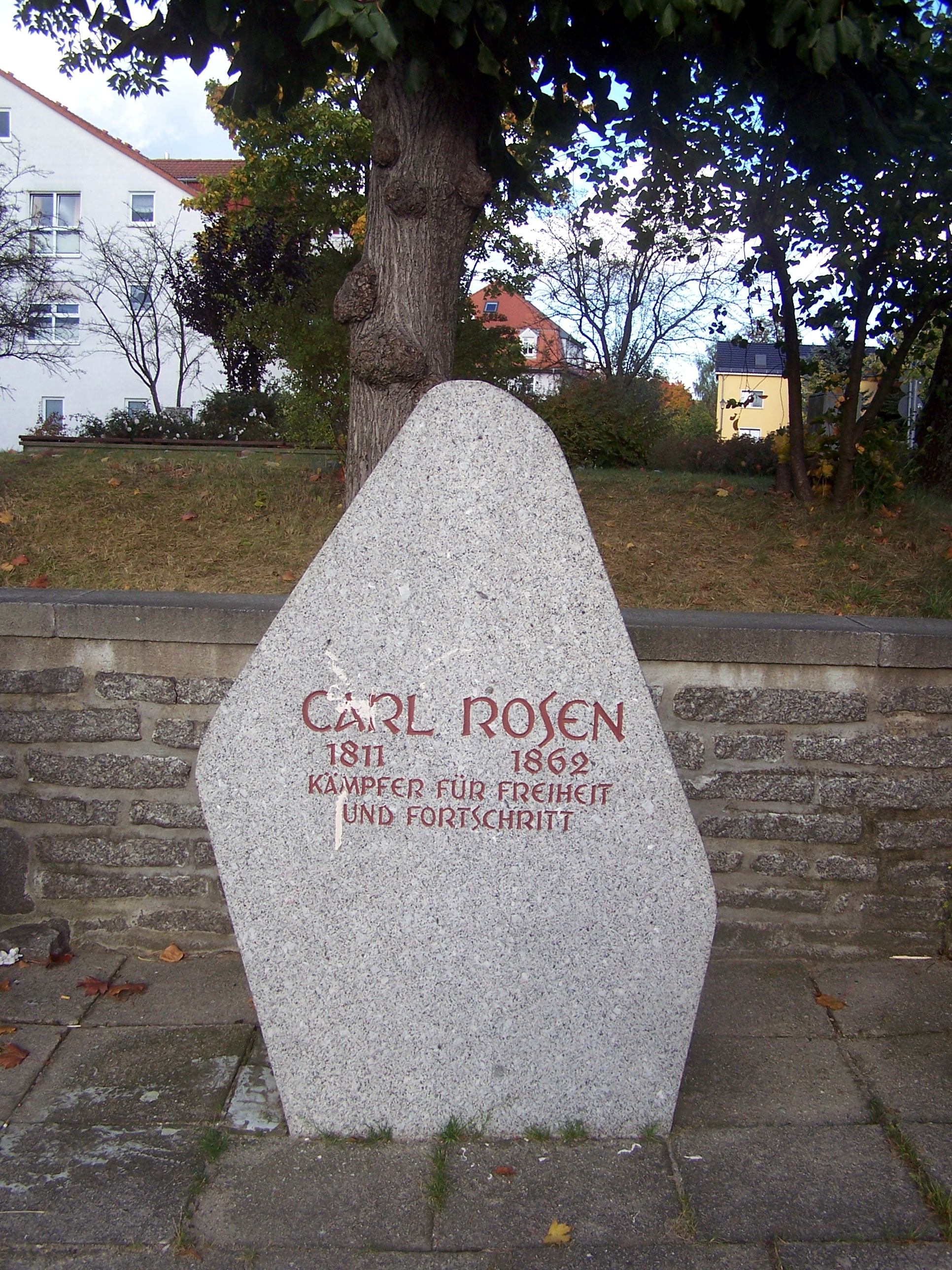
Carl-Rosen-Denkmal in Großröhrsdorf

Carl Rosen (eigentlich Carl Friedrich Richter; * 24. Oktober 1811 in Großröhrsdorf; † 4. Mai 1862 ebenda) war ein deutscher Schriftsteller und Revolutionär.

## Leben
Carl Friedrich Richter wuchs in Großröhrsdorf in der Oberlausitz auf. Aufgrund harter Arbeit nahm er nur wenig am Schulunterricht teil. Nach seiner Konfirmation veröffentlichte er erste Gedichte. Er bestand 1830 die Ausbildung zum Leineweber als Geselle. Er diente von 1832 bis 1838 als Soldat in Dresden. Wann er sein Pseudonym annahm ist bisher noch nicht bekannt. Er war als Improvisator tätig. Carl Rosen wurde wegen seiner Beteiligung am Dresdner Maiaufstand als Hochverräter zu 10 Jahren verurteilt, saß im Gefängnis und wurde aus der Stadt Dresden verwiesen. Vor 1849 veröffentlichte er die Zeitschrift Camenzer Wochenschrift zahlreiche Gedichte.

## Veröffentlichungen (Auswahl)
- Eisenbahnfragen. In: Der Dampfwagen. Ein Beiblatt zur sächsischen Dorfzeitung. Dresden 1847, Nr. 3 vom 15. Januar 1847, S. 10. Digitalisat
- Die Societäsbrauerei und die Bierpreise. In:  Der Dampfwagen. Ein Beiblatt zur sächsischen Dorfzeitung. Dresden 1847, S. 118. Digitalisat
- Aus der Oberlausitz. In:  Der Dampfwagen. Ein Beiblatt zur sächsischen Dorfzeitung. Dresden 1847, S. 157.
- 1833 und 1848. In: Deutscher Volksfreund. Dresden 1848.[3]
- Hrsg.: Zeit und Gegenwart. Eine Monatsschrift für das Volk. Dresden 1849–1851.
- Der Aufstand in Dresden im Mai 1849 und meine Gefangenschaft. Ganz der Wahreit getreu beschrieben. Selbstverlag, Dresden 1849.SLUB Dresden
- Adolph von Trützschler, sein Leben und Ende: ein Kriminalfall für das Volk. Selbstverlag, (Dresden) 1849. Digitale Bibliothek Erfurt/Gotha

## Ehrung
Auf dem Rathausvorplatz in Großröhrsdorf wurde 1967 ein Gedenkstein für Carl Rosen errichtet. Eine Straße in seinem Geburtsort trägt seinen Namen.